# Moravetz Testvérek
Moravetz Testvérek könyv-, zenemű- és papírkereskedés Temesváron, amely jelentős zenemű-, könyv- és lapkiadói tevékenységet is folytatott a 20. század első felében. Saját nyomdát üzemeltetett. Fiókvállalatai, kirendeltségei és bizományosai voltak Budapesten, Lipcsében, Pozsonyban és Csernyivciben.

## Története
A komoly kereskedelmi és kulturális funkciót betöltő ismert és virágzó céget Moravetz Gyula/Iuliu (1872-1951) és Moravetz Mor/Mauriciu (1870-1957) alapították 1895-ben. Szerény zsidó családból származtak, apjuk szabó volt Keszthelyen.
A Borgida testvéreknek, Sándor/Alexandru (1895, Szatmár, Magyarország – 1965 Timisoara, Románia) és Ödön/Edmund (1897, Szatmár, Magyarország – 1985, Montreal, Kanada), sikerült szerény pozícióból indulva, 1923-ban betársulni a céghez, mely megtartotta az alapítók nevét.
Az eredeti józsefvárosi üzlethelyiséget is megtartva korszerű és tekintélyes boltközpontot létesítettek Temesvár belvárosában. Fő profilja a zeneműkiadás, ezért Moravetz Testvérek Zeneműkiadónak is nevezik. A kiadó, a nyomda és a könyvkereskedelem együtt volt a kor szokásainak megfelelően, ezért Moravetz Testvérek Nyomda vagy Moravetz Testvérek Könyvkereskedés néven is emlegetik. A nyomda és a könyvkereskedés mellett még egy nagy papírkereskedés, könyvkötészet, kölcsönkönyvtár és egy művészeti osztály is működött, ahol kiállították és eladták a helybeli és a Nagybányai festő iskola végzetteinek festményeit. Utóbbit Borgida Pál, A Borgida fivérek öccse vezette.
1940 után Mentor Részvénytársaság néven működött tovább; 1950-ben államosították.

## Kiadványaiból
Kiadásában jelent meg az új literatúra, az Ady fiatal bánsági híveit tömörítő Dél-csoport havi folyóirata, a Magyar Dél (1909-10), az 1920-as évek elejének Bukarest után Temesváron megjelent rangos román nyelvű zenei folyóirata, a Musica. Magyarul 1923-tól Muzsika címmel jelentetett meg reklámfüzeteket, publikálta több bánsági szerző – Berkeszi István, Bodor Antal, Berkovics Simon, Sabin V. Drăgoi, Lovich Ilona, Szimonisz Henrik szépirodalmi, helytörténeti s néprajzi műveit. Félévszázadot meghaladó fennállása alatt közel másfél száz könyvet (ebből 1919-1940 között magyarul 137 művet) adott ki.
Tevékenysége homlokterében a klasszikus és kortárs zeneművek forgalmazása és kiadása állt.
Kortárs román zeneszerzők műveit jelentette meg Noua Şcoală Românească címmel kiadott sorozatában, az egyetemes zeneirodalom népszerű zongoraművei – Bach, Bartók, Beethoven, Chopin, Delibes, Liszt, Mendelssohn-Bartholdy, Schubert, Schumann, Weber szerzeményei – a Collection Moravetz c. gyűjteményében láttak napvilágot, az igényesebb hangszeres és zenekari darabok, a klasszikus és a 20. századi zeneszerzők művei az Edition Moravetz sorozatban. Cimbalom-szalon c. kottafüzet sorozata a Schubert, Haydn, Schumann, Meyerbeer, Franz von Suppé, ill. Balázs Árpád, Dankó Pista, Erdélyi Dezső, Katona József, Késmárky Árpád, Bihari János, Szerdahelyi József, Lavotta János kompozícióinak átiratait tartalmazta. Megjelentette a népszerű operettek és operák eredeti kottáit és zongorakivonatait is. Moravetz közismert kiadványai népzenekarra címmel kiadta Győri Emil Barcelona c. füzetét (1926). Egy esztendő legsikeresebb kottáit összegyűjtve jelentette meg a Moravetz-Album hét kötetét, amelyek a "legdivatosabb táncok, népszerű dalok, a legszebb magyar nóták, kedvelt operák, kiválogatott két- és négykezes zongoradarabok" gyűjteményei. Mária országa c. három füzetben hozta ki Hoós János temesvári zeneszerző egyházzenei alkotásait. Magyar és román nyelven képeskönyveket adott ki a gyermekek számára. A magyar nyelvű sorozat verseit Benedek Elek, Draskóczy Ilona, Kóró Pál, Móra Ferenc, Sas Jolán és Szabolcska Mihály írta.
A kottalapok, -füzetek és albumok színes, ízléses és mutatós címlapjait általában Kóra-Korber Nándor, Miskovits István, Sinkovich Dezső, Litteczkyné Krausz Ilonka, Németi Edit, Fenyő Sándor rajzolta.
A Moravetz Testvérek cégjelzésével jelent meg Eisikovits Miksa dalainak füzete (1946).